# セルジューク朝

セルジューク帝国
آلِ سلجوق

セルジューク帝国の最大版図（1092年）

セルジューク朝 (ペルシア語: سلجوقیان, 現代トルコ語: Büyük Selçuklu Devleti) は、11世紀から12世紀にかけて現在のイラン、イラク、トルクメニスタンを中心に存在したイスラム王朝。大セルジューク朝は1038年から1157年まで続き、最後の地方政権のルーム・セルジューク朝は1308年まで続いた。

## 概要
テュルク系遊牧民オグズの指導者セルジュークおよび、彼を始祖とする一族（セルジューク家）に率いられた遊牧集団（トゥルクマーン）により建国された。この遊牧集団を一般にセルジューク族というが、セルジューク族という語にあたる原語セルジューキヤーンは「セルジューク家に従う者たち」という程度の意味で、全てが血縁的結合をもった部族集団というわけではなく、セルジューク家の下に結集した様々な集団の集合体というべきものである。セルジューク族のトルコ国家という意味から、かつてはセルジューク・トルコやセルジューク・トルコ帝国、セルジューク朝トルコ帝国という呼称がしばしば用いられたが、現在はセルジューク朝と呼ぶのが一般的である。セルジュークはテュルク語による人名をアラビア文字で記したもの（ سلجوق Saljūq/Seljūq ）をペルシア語風に発音した形で、元来のテュルク語ではセルチュク（Sälčük/Selčük）といった。

## 歴史

### セルジューク朝の勃興
王朝の遠祖セルジュークは、オグズ族のクヌク氏族（qiniq/qïnïq）に属するテュルク系遊牧集団（部族）の君長であった（セルジューク朝時代の資料では、むしろ『シャーナーメ』などのイラン世界伝統の歴史観に基づいて、古代のトゥーラーンの王アフラースィヤーブの後裔を名乗る場合が多く見られる）。10世紀後半頃にセルジュークらの遊牧集団は、アラル海の北方から中央アジアに入り、アラル海東方のジャンド（ジェンド）（現カザフスタン領）に拠を構え、南のステップ地帯や丘陵部へ定着して遊牧生活を送りながらイスラム教に改宗した。このように遊牧生活を守りながらムスリムとなったテュルク系遊牧部族のことをペルシア語でトゥルクマーンという。
10世紀の末にセルジュークの子らはさらに南下してトゥーラーン（現ウズベキスタン・タジキスタン）に入り、サーマーン朝に仕えて勢力を蓄えた。セルジュークの子のひとり、イスラーイールは、11世紀初頭に配下のトゥルクマーン4000家族とともにさらにアム川を南渡してガズナ朝のマフムードに仕えたが、その実力を恐れたマフムードによって幽閉されたほどであった。しかし、イスラーイールの没落によってトゥルクマーンの統制は失われ、アム川以南のホラーサーン地方（現トルクメニスタン）には多くのトゥルクマーンが流入し略奪が行われるようになった。
一方、トゥーラーンに残ったイスラーイールの甥、トゥグリル・ベグをリーダーとするセルジュークの子と孫たちは、サーマーン朝を滅ぼしてトゥーラーンを支配したカラハン朝と対立して1035年にアム川を渡り、1038年にニーシャプール（現イラン東北部）に無血入城して、その支配者に迎えられた。この事件がセルジューク朝の建国とされる。トゥグリル・ベグ兄弟はホラーサーンのトゥルクマーンを統御して軍事力を高め、1040年にはガズナ朝のマスウード1世の軍をダンダーナカーンの戦いで破ってホラーサーンの支配を固めた。
トゥグリル・ベグは1042年にはアム川下流のホラズム（現ウズベキスタン西部）を占領し、1050年にはイラン高原に転進してイスファハーンを取り、イランの大部分を手中に収めた。また、スルタン（スルターン）の称号をこの頃から称し始めた。
スンナ派のムスリム（イスラム教徒）であるトゥグリル・ベグは、バグダードにいるアッバース朝のカリフに書簡を送って忠誠を誓い、スンナ派の擁護者としてシーア派に脅かされるカリフを救い出すため、イラン・イラクを統治してカリフを庇護下に置くシーア派王朝ブワイフ朝を討つ、という大義名分を獲得した。1055年、バグダードのカリフから招きを受けたトゥグリル・ベグはバグダードに入城し、カリフから正式にスルタンの称号を授与された。同時にカリフの居都であるバグダードにおいて、スルタンの名が支配者として金曜礼拝のフトバに詠まれ、貨幣に刻まれることが命ぜられ、スルタンという称号がイスラム世界において公式の称号として初めて認められた。

### セルジューク帝国
1063年にトゥグリル・ベグは亡くなり、甥のアルプ・アルスラーンがスルタン位を継承した。アルプ・アルスラーンは傅役（アタベク）のペルシア人官僚ニザームルムルクを宰相（ワズィール）として重用し、彼のもとで有力な将軍に対するイクター（徴税権）の授与による軍事組織の整備や、マムルーク（奴隷兵）をもとにした君主直属軍事力の拡大がはかられ、遊牧集団の長から脱却した君主権力の確立が目指された。
アルプ・アルスラーンは積極的に外征を行って領土を広げ、1071年にはマラズギルトの戦い（マンツィケルトの戦い）で東ローマ帝国に勝利し、皇帝ロマノス4世ディオゲネスを捕虜とした。この戦いによって東ローマ帝国のアナトリア方面の防衛が手薄になり、セルジューク王権の強化を好まないトゥルクマーンなど多くのテュルク系の人々がアナトリアに流入し、アナトリアのテュルク（トルコ）化が進んだ。
翌1072年、アルプ・アルスラーンの子マリク・シャーが、イラン東部のケルマーンにセルジューク朝のアミールとして地方政権を立てていた伯父、カーヴルト・ベグのスルタン位を狙った挑戦を破り、スルタン位を継承した。18歳のマリク・シャーは全権をほとんど宰相ニザームルムルクに委ね、君主の仕事は狩猟だけであるといわれたほどであった。大宰相ニザームルムルクの補佐を受けたマリク・シャーの時代に、セルジューク朝の支配は最大領域に広がった。西方ではセルジューク朝の権威はアナトリア、シリア、ヒジャーズに及び、東ではトランスオクシアナまで支配下に収め、セルジューク朝は中央アジアから地中海に及ぶ大帝国へと発展した。しかし、この時期にトゥルクマーンの一集団がファーティマ朝から聖地エルサレムを占領したことが西ヨーロッパに「トルコ人が聖地を占拠してキリスト教徒の巡礼を妨害している」という風評を呼び起こし、また東ローマ皇帝アレクシオス1世コムネノスがアナトリアの領土奪回のためローマ教皇に対して援軍を要請したため、1096年の第1回十字軍が編成されることになる。
版図を大きく広げたセルジューク朝は支配域の中に、セルジューク朝の権威を認めて服属する小王朝を抱え込み、さらにトゥグリル・ベグの時代から大スルタンとよばれるセルジューク家長を宗主として、各地でセルジューク一族が地方政権を形成して自立した支配を行っていた。このような構造をもつセルジューク朝の支配をセルジューク帝国と呼ぶ学者もいる。
セルジューク朝の地方政権の中では、トゥグリル・ベグが子を残さずに没したときアルプ・アルスラーンと戦って敗北したクタルムシュの子、スライマーンがアナトリアのトゥルクマーン統御のためマリク・シャーによって送り込まれ、1077年にニカイアを首都として建国したルーム・セルジューク朝（1077年 - 1308年）が有名である。同じくマリク・シャー期にはマリク・シャーの弟トゥトゥシュによりダマスクスにシリア・セルジューク朝（1085年 - 1117年）が立てられ、ルーム・セルジューク朝と抗争した。ケルマーンには、先に触れたカーヴルト・ベグの敗死後も、その子孫がケルマーン・セルジューク朝（1041年 - 1184年）として存続する。
トゥグリル・ベクによって建国されイラク・イランを中心に支配したセルジューク朝の大スルタン政権は、これらのセルジューク朝地方政権と区別するために、大セルジューク朝とも呼ばれる。

### 大セルジューク朝の混乱と終焉

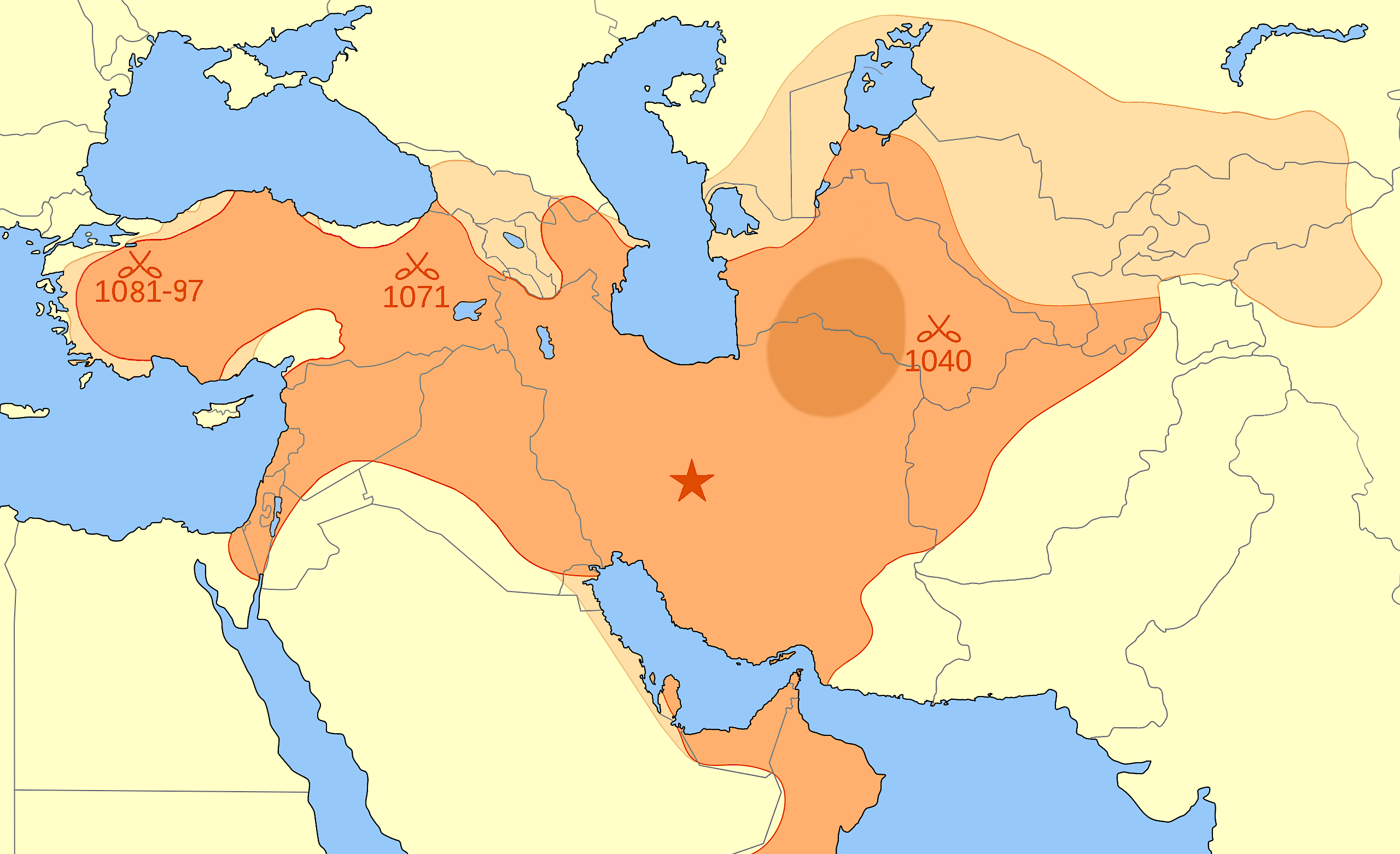
1092年の王朝版図

1092年、宰相ニザームルムルクがマリクの妃テルケン・ハトゥンに暗殺され、さらに同年翌月マリク・シャーが38歳で死ぬと、カラハン朝の王女テルケン・ハトゥンを母にもつ4歳のマフムードを支援する勢力と、12歳の長男バルキヤールク（ベルクヤルク）を支援する故ニザームルムルクの遺臣勢力の間で後継者争いの内紛が起こり、大セルジューク朝に2人のスルタンが並存した。1094年にマフムードが夭折するとバルキヤールクは単独のスルタンとなるが、まだ年若いために叔父にあたるマリク・シャーの弟たちとの間でも後継者の座を巡って争いが続き、1099年に十字軍がシリアに到来してエルサレムを奪ったときも十分な対応をとることができない状態であった。
さらに、バルキヤールクの異母弟ムハンマド・タパルらがバルキヤールクとの間でスルタン位を巡る争いを起こすと、大セルジューク朝の支配領域はバルキヤールクとムハンマドの間で分割されることになった。この内紛は、バルキヤールクが1104年、その子マリク・シャー2世が1105年に若くして没したために、ムハンマド・タパルのスルタン位継承をもって終結するが、もはやスルタンの権威は大きく失墜していた。
1119年に至り、かつてバルキヤールクによってホラーサーンに派遣され、イラン西部から中央アジアにかけて勢力を確立していたムハンマド・タパルの同母弟サンジャルが、前年に亡くなったムハンマド・タパルの子マフムードを破り、甥にかわって兄ムハンマド・タパルの後継者としての地位を確立した。これをきっかけにサンジャルはイラン・イラクを支配するムハンマドの子孫たち、イラク・セルジューク朝（1118年 - 1194年）に対しても大スルタンとして宗主権を行使するようになり、1123年には断絶したシリアのセルジューク朝の支配地域を取り戻して、大セルジューク朝を復興させた。
サンジャルはガズナ朝の都ガズナを征服し、ガズナ朝を支配下に置いた。1121年には現在のアフガニスタンに勃興したゴール朝を服属させ、1130年にはカラハン朝を宗主権下に置き、支配下にありながらサンジャルに反抗したホラズム・シャー朝のアトスズを攻撃して屈服させた。こうしてサンジャルは大セルジューク朝の権威を東方へと拡大することに成功したが、1141年に東方から襲来してカラハン朝を侵食した耶律大石率いるキタイ人の西遼軍を撃退しようと出撃してカトワーンの戦いで敗れた。
この敗戦やキタイ人に追われて中央アジアから新たにホラーサーンに逃れてきたトゥルクマーンの増加はサンジャルの地盤であったホラーサーンを脅かすようになった。1153年、トゥルクマーンの反乱を鎮圧しようとしたサンジャルは逆に捕虜となって3年間を虜囚として過ごすこととなり、その権威は完全に失墜した。1157年のサンジャルの病没によってセルジューク朝の全体に権威を及ぼす大スルタンは消滅し、大セルジューク朝は事実上滅亡した。

### イラクとケルマーンにおけるセルジューク朝の滅亡
サンジャルの死後、ホラーサーンは将軍たちの内紛の末、ホラズム・シャー朝の手に渡った。
一方、大セルジューク朝消滅後も、直接の後継として、サンジャルの先代の大スルタン、ムハンマド・タパルの子孫でイラン西部（イラーク・アジャミー）とイラク（イラーク・アラビー）を支配したイラク・セルジューク朝が存続したが、一族の中で互いに内紛を繰り返す中で、アタベクたちが実権を掌握し、支配は有名無実化していった。1194年、ホラズム・シャー朝のアラーウッディーン・テキシュはイランに進出し、イラク・セルジューク朝最後のスルタン・トゥグリル3世を敗死させた。ケルマーン・セルジューク朝は、既に1186年にトゥルクマーンによってケルマーンを奪われ滅亡しており、トゥグリル3世の死によりイラン・イラク・ホラーサーンにおけるセルジューク朝は完全に滅亡した。
ルーム・セルジューク朝は他のセルジューク朝諸政権が内紛から衰退に向かう12世紀後半にただひとつ最盛期を迎えたが、1243年にモンゴルの支配下に置かれた。ルーム・セルジューク朝はその後も名目の上では存続し、セルジューク朝の地方政権のうちでは最も長く続いたが、1308年に最後のスルタンが没して消滅した。

## 文化

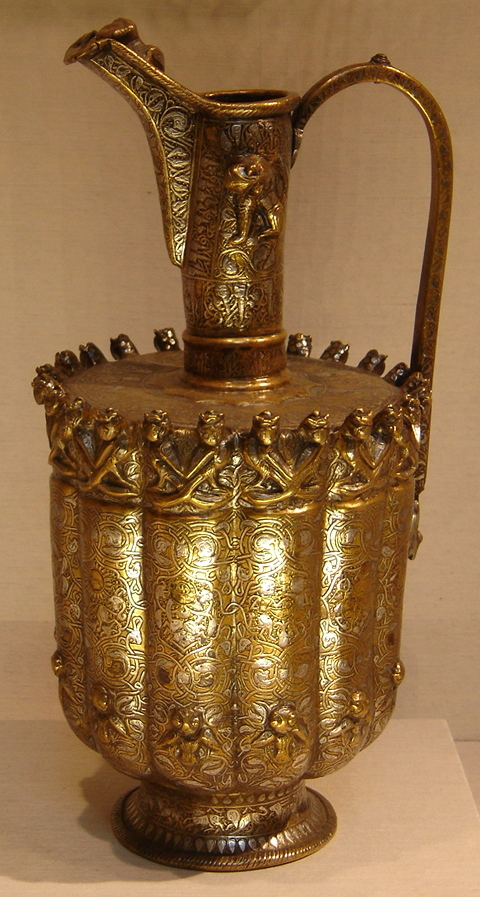
アフガニスタン・ヘラート出土の1180–1210年頃の真鍮製品 (大英博物館所蔵)

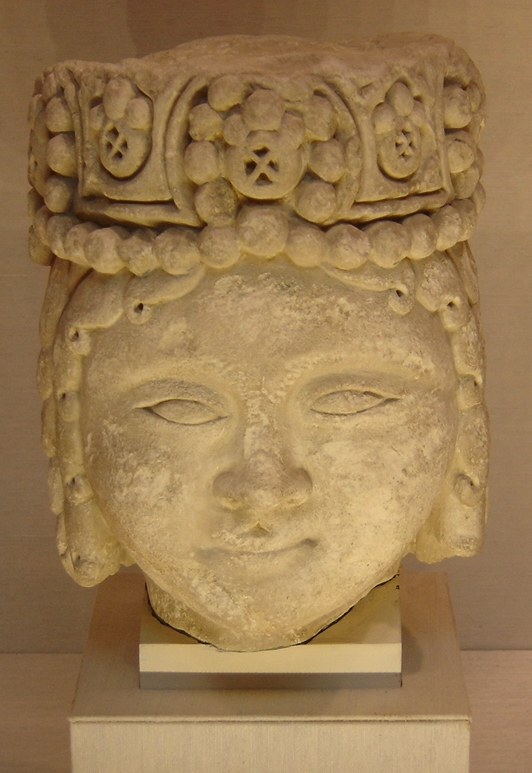
イラン出土の12–13世紀の石像 (ニューヨークメトロポリタン美術館所蔵)

セルジューク朝は出自においてはテュルク系ではあるが、行政ではニザームルムルクを始めとするペルシア系の官僚が活躍し、宮廷の公用語はペルシア語であった。宮廷にはペルシア語で詩作する文人が数多く集まり、サロンが形成された。セルジューク朝期の有名な詩人としては、数学者・天文学者としてマリク・シャーに仕えていたウマル・ハイヤーム（オマル・ハイヤームとも）がよく知られている。著作は、四行詩集『ルバイヤート』がとくに名高い。
セルジューク朝末期にアゼルバイジャンで生まれたニザーミーはペルシア文学において物語文学の完成者と言われ、叙事詩体によって『ホスローとシーリーン』、『ライラとマジュヌーン』などすぐれた長編作品を残した。
学問の分野では、ファーティマ朝によるシーア派（イスマーイール派）の盛んな布教に対して危機感をおぼえたスンナ派において、イスラム法学や神学などのイスラムの諸学問を教える専門の学校、マドラサがつくられるようになり、宰相ニザームルムルクによってバグダードなどの主要都市に、宰相の名を冠したニザーミーヤ学院が建設された。この時代にマドラサで教鞭を取った学者の中にイスラムを代表する思想家のひとり、ガザーリーがいる。

## セルジューク朝の君主一覧
大セルジューク朝（1038年 - 1157年）
- トゥグリル・ベグ（1038年 - 1063年）
- アルプ・アルスラーン（1063年 - 1072年）
- マリク・シャー1世（1072年 - 1092年）
- マフムード1世（1092年 - 1094年）
- バルキヤールク（1094年 - 1105年）
- マリク・シャー2世（1105年）
- ムハンマド・タパル（1105年 - 1118年）
- アフマド・サンジャル（1118年 - 1157年）

ホラーサーン（1097年 - 1157年）
- アフマド・サンジャル（1097年 - 1157年）

イラク・西イラン（イラク・セルジューク朝、1118年 - 1194年）
- マフムード2世（1118年 - 1131年）
- ダーウード（1131年 - 1132年）
- トゥグリル2世（1132年 - 1134年）
- マスウード（1134年 - 1152年）
- マリク・シャー3世（1152年 - 1153年）
- ムハンマド2世（1153年-1160年）
- スライマーン・シャー（1160年 - 1161年）
- アルスラーン・シャー（1161年 - 1176年）
- トゥグリル3世（1176年 - 1194年）

シリア（シリア・セルジューク朝、1085年 - 1117年）
- トゥトゥシュ（1085年 - 1095年）
- 1095年分割
  - ダマスカス
    - デュカーク（1095年 - 1104年）

  - アレッポ
    - リドワーン（1095年 - 1113年）
    - アルプ・アルスラーン（1113年 - 1114年）
    - スルターン・シャー（1114年 - 1117年）

ケルマーン（ケルマーン・セルジューク朝、1041年 - 1187年）
- カーヴルト・ベグ（1041年 - 1073年）
- ケルマーン・シャー（1073年 - 1074年）
- スルターン・シャー（1074年 - 1075年）
- フサイン・ウマル（1075年 - 1084年）
- トゥーラーン・シャー1世（1084年 - 1096年）
- イーラーン・シャー（1096年 - 1101年）
- アルスラーン・シャー1世（1101年 - 1142年）
- ムハンマド1世（1142年 - 1156年）
- トゥグリル・シャー（1156年 - 1169年）
- バフラーム・シャー（1169年 - 1174年）
- アルスラーン・シャー2世（1174年 - 1176年）
- トゥーラーン・シャー2世（1176年 - 1183年）
- ムハンマド2世（1183年 - 1187年）

アナトリア（ルーム・セルジューク朝、1077年 - 1308年）
- スライマーン・イブン＝クタルミシュ（1077年 - 1086年）
- クルチ・アルスラーン1世（1092年 - 1107年）
- マリク・シャー・イブン＝クルチ・アルスラーン（1107年 - 1116年）
- マスウード1世（1116年 - 1156年）
- クルチ・アルスラーン2世（1156年 - 1192年）
- カイホスロー1世（1192年 - 1196年）
- スライマーン2世（1196年 - 1204年）
- クルチ・アルスラーン3世（1204年 - 1205年）
- カイホスロー1世（2回目、1205年 - 1210年）
- カイカーウス1世（1210年 - 1220年）
- カイクバード1世（1220年 - 1237年）
- カイホスロー2世（1237年 - 1246年）
- カイカーウス2世（1246年 - 1257年）
- クルチ・アルスラーン4世（1248年 - 1265年）
- カイクバード2世（1249年 - 1257年）
- カイホスロー2世（2回目、1257年 - 1259年）
- カイホスロー3世（1265年 - 1284年）
- マスウード2世（1284年 - 1285年）
- カイクバード3世（1285年）
- マスウード2世（2回目、1285年 - 1292年）
- カイクバード3世（2回目、1292年 - 1293年）
- マスウード2世（3回目、1293年 - 1300年）
- カイクバード3世（3回目、1300年 - 1302年）
- マスウード2世（4回目、1302年 - 1304年）
- カイクバード3世（4回目、1304年 - 1308年）
- マスウード3世（1308年）

## 系図
|  |  |                  |                  |                  |                  |                  |                  |                |                |                        |                        |                        |                        |                        |                        |  |  |                                   |                                   |                                   |                                   | セルジューク                      |                                   |                |                |                       |                       |                       |                       |                       |                       |  |  |                |                |                |                |                |                |  |  |                        |                        |                        |                        |                        |                        |  |  |                    |                    |                    |                    |                    |                    |  |  |  |  |  |  |  |  |  |  |  |  |  |  |  |  |  |  |  |  |  |  |  |  |  |  |  |  |  |  |  |  |  |  |  |  |
|  |  |                  |                  |                  |                  |                  |                  |                |                |                        |                        |                        |                        |                        |                        |  |  |                                   |                                   |                                   |                                   |                                   |                                   |                |                |                       |                       |                       |                       |                       |                       |  |  |                |                |                |                |                |                |  |  |                        |                        |                        |                        |                        |                        |  |  |                    |                    |                    |                    |                    |                    |  |  |  |  |  |  |  |  |  |  |  |  |  |  |  |  |  |  |  |  |  |  |  |  |  |  |  |  |  |  |  |  |  |  |  |  |
|  |  |                  |                  |                  |                  |                  |                  |                |                |                        |                        |                        |                        |                        |                        |  |  |                                   |                                   |                                   |                                   |                                   |                                   |                |                |                       |                       |                       |                       |                       |                       |  |  |                |                |                |                |                |                |  |  |                        |                        |                        |                        |                        |                        |  |  |                    |                    |                    |                    |                    |                    |  |  |  |  |  |  |  |  |  |  |  |  |  |  |  |  |  |  |  |  |  |  |  |  |  |  |  |  |  |  |  |  |  |  |  |  |
|  |  |                  |                  |                  |                  | イスラーイール   | イスラーイール   | イスラーイール | イスラーイール | イスラーイール         | イスラーイール         |                        |                        |                        |                        |  |  |                                   |                                   |                                   |                                   | ミーカーイール                    | ミーカーイール                    | ミーカーイール | ミーカーイール | ミーカーイール        | ミーカーイール        |                       |                       |                       |                       |  |  | ムーサ・ヤブク | ムーサ・ヤブク | ムーサ・ヤブク | ムーサ・ヤブク | ムーサ・ヤブク | ムーサ・ヤブク |  |  | ユースフ・イナール     | ユースフ・イナール     | ユースフ・イナール     | ユースフ・イナール     | ユースフ・イナール     | ユースフ・イナール     |  |  |                    |                    |                    |                    |                    |                    |  |  |  |  |  |  |  |  |  |  |  |  |  |  |  |  |  |  |  |  |  |  |  |  |  |  |  |  |  |  |  |  |  |  |  |  |
|  |  |                  |                  |                  |                  | イスラーイール   | イスラーイール   | イスラーイール | イスラーイール | イスラーイール         | イスラーイール         |                        |                        |                        |                        |  |  |                                   |                                   |                                   |                                   | ミーカーイール                    | ミーカーイール                    | ミーカーイール | ミーカーイール | ミーカーイール        | ミーカーイール        |                       |                       |                       |                       |  |  | ムーサ・ヤブク | ムーサ・ヤブク | ムーサ・ヤブク | ムーサ・ヤブク | ムーサ・ヤブク | ムーサ・ヤブク |  |  | ユースフ・イナール     | ユースフ・イナール     | ユースフ・イナール     | ユースフ・イナール     | ユースフ・イナール     | ユースフ・イナール     |  |  |                    |                    |                    |                    |                    |                    |  |  |  |  |  |  |  |  |  |  |  |  |  |  |  |  |  |  |  |  |  |  |  |  |  |  |  |  |  |  |  |  |  |  |  |  |
|  |  |                  |                  |                  |                  |                  |                  |                |                |                        |                        |                        |                        |                        |                        |  |  |                                   |                                   |                                   |                                   |                                   |                                   |                |                |                       |                       |                       |                       |                       |                       |  |  |                |                |                |                |                |                |  |  |                        |                        |                        |                        |                        |                        |  |  |                    |                    |                    |                    |                    |                    |  |  |  |  |  |  |  |  |  |  |  |  |  |  |  |  |  |  |  |  |  |  |  |  |  |  |  |  |  |  |  |  |  |  |  |  |
|  |  | ラスール・テギン | ラスール・テギン | ラスール・テギン | ラスール・テギン | ラスール・テギン | ラスール・テギン |                |                | クタルミシュ           | クタルミシュ           | クタルミシュ           | クタルミシュ           | クタルミシュ           | クタルミシュ           |  |  | チャグリー・ベク ホラーサーン総督 | チャグリー・ベク ホラーサーン総督 | チャグリー・ベク ホラーサーン総督 | チャグリー・ベク ホラーサーン総督 | チャグリー・ベク ホラーサーン総督 | チャグリー・ベク ホラーサーン総督 |                |                | トゥグリル・ベグ1     | トゥグリル・ベグ1     | トゥグリル・ベグ1     | トゥグリル・ベグ1     | トゥグリル・ベグ1     | トゥグリル・ベグ1     |  |  |                |                |                |                |                |                |  |  | イブラヒーム・イナール | イブラヒーム・イナール | イブラヒーム・イナール | イブラヒーム・イナール | イブラヒーム・イナール | イブラヒーム・イナール |  |  |                    |                    |                    |                    |                    |                    |  |  |  |  |  |  |  |  |  |  |  |  |  |  |  |  |  |  |  |  |  |  |  |  |  |  |  |  |  |  |  |  |  |  |  |  |
|  |  | ラスール・テギン | ラスール・テギン | ラスール・テギン | ラスール・テギン | ラスール・テギン | ラスール・テギン |                |                | クタルミシュ           | クタルミシュ           | クタルミシュ           | クタルミシュ           | クタルミシュ           | クタルミシュ           |  |  | チャグリー・ベク ホラーサーン総督 | チャグリー・ベク ホラーサーン総督 | チャグリー・ベク ホラーサーン総督 | チャグリー・ベク ホラーサーン総督 | チャグリー・ベク ホラーサーン総督 | チャグリー・ベク ホラーサーン総督 |                |                | トゥグリル・ベグ1     | トゥグリル・ベグ1     | トゥグリル・ベグ1     | トゥグリル・ベグ1     | トゥグリル・ベグ1     | トゥグリル・ベグ1     |  |  |                |                |                |                |                |                |  |  | イブラヒーム・イナール | イブラヒーム・イナール | イブラヒーム・イナール | イブラヒーム・イナール | イブラヒーム・イナール | イブラヒーム・イナール |  |  |                    |                    |                    |                    |                    |                    |  |  |  |  |  |  |  |  |  |  |  |  |  |  |  |  |  |  |  |  |  |  |  |  |  |  |  |  |  |  |  |  |  |  |  |  |
|  |  |                  |                  |                  |                  |                  |                  |                |                |                        |                        |                        |                        |                        |                        |  |  |                                   |                                   |                                   |                                   |                                   |                                   |                |                |                       |                       |                       |                       |                       |                       |  |  |                |                |                |                |                |                |  |  |                        |                        |                        |                        |                        |                        |  |  |                    |                    |                    |                    |                    |                    |  |  |  |  |  |  |  |  |  |  |  |  |  |  |  |  |  |  |  |  |  |  |  |  |  |  |  |  |  |  |  |  |  |  |  |  |
|  |  |                  |                  |                  |                  |                  |                  |                |                | スライマーン           | スライマーン           | スライマーン           | スライマーン           | スライマーン           | スライマーン           |  |  | カーウルド                        | カーウルド                        | カーウルド                        | カーウルド                        | カーウルド                        | カーウルド                        |                |                | アルプ・アルスラーン2 | アルプ・アルスラーン2 | アルプ・アルスラーン2 | アルプ・アルスラーン2 | アルプ・アルスラーン2 | アルプ・アルスラーン2 |  |  | スライマーン   | スライマーン   | スライマーン   | スライマーン   | スライマーン   | スライマーン   |  |  | ウスマーン             | ウスマーン             | ウスマーン             | ウスマーン             | ウスマーン             | ウスマーン             |  |  | バフラーム・シャー | バフラーム・シャー | バフラーム・シャー | バフラーム・シャー | バフラーム・シャー | バフラーム・シャー |  |  |  |  |  |  |  |  |  |  |  |  |  |  |  |  |  |  |  |  |  |  |  |  |  |  |  |  |  |  |  |  |  |  |  |  |
|  |  |                  |                  |                  |                  |                  |                  |                |                | スライマーン           | スライマーン           | スライマーン           | スライマーン           | スライマーン           | スライマーン           |  |  | カーウルド                        | カーウルド                        | カーウルド                        | カーウルド                        | カーウルド                        | カーウルド                        |                |                | アルプ・アルスラーン2 | アルプ・アルスラーン2 | アルプ・アルスラーン2 | アルプ・アルスラーン2 | アルプ・アルスラーン2 | アルプ・アルスラーン2 |  |  | スライマーン   | スライマーン   | スライマーン   | スライマーン   | スライマーン   | スライマーン   |  |  | ウスマーン             | ウスマーン             | ウスマーン             | ウスマーン             | ウスマーン             | ウスマーン             |  |  | バフラーム・シャー | バフラーム・シャー | バフラーム・シャー | バフラーム・シャー | バフラーム・シャー | バフラーム・シャー |  |  |  |  |  |  |  |  |  |  |  |  |  |  |  |  |  |  |  |  |  |  |  |  |  |  |  |  |  |  |  |  |  |  |  |  |
|  |  |                  |                  |                  |                  |                  |                  |                |                |                        |                        |                        |                        |                        |                        |  |  |                                   |                                   |                                   |                                   |                                   |                                   |                |                |                       |                       |                       |                       |                       |                       |  |  |                |                |                |                |                |                |  |  |                        |                        |                        |                        |                        |                        |  |  |                    |                    |                    |                    |                    |                    |  |  |  |  |  |  |  |  |  |  |  |  |  |  |  |  |  |  |  |  |  |  |  |  |  |  |  |  |  |  |  |  |  |  |  |  |
|  |  |                  |                  |                  |                  |                  |                  |                |                | ルーム・セルジューク朝 | ルーム・セルジューク朝 | ルーム・セルジューク朝 | ルーム・セルジューク朝 | ルーム・セルジューク朝 | ルーム・セルジューク朝 |  |  | ケルマーン・セルジューク朝        | ケルマーン・セルジューク朝        | ケルマーン・セルジューク朝        | ケルマーン・セルジューク朝        | ケルマーン・セルジューク朝        | ケルマーン・セルジューク朝        |                |                | マリク・シャー3       | マリク・シャー3       | マリク・シャー3       | マリク・シャー3       | マリク・シャー3       | マリク・シャー3       |  |  | テキシュ       | テキシュ       | テキシュ       | テキシュ       | テキシュ       | テキシュ       |  |  | トゥトゥシュ           | トゥトゥシュ           | トゥトゥシュ           | トゥトゥシュ           | トゥトゥシュ           | トゥトゥシュ           |  |  |                    |                    |                    |                    |                    |                    |  |  |  |  |  |  |  |  |  |  |  |  |  |  |  |  |  |  |  |  |  |  |  |  |  |  |  |  |  |  |  |  |  |  |  |  |
|  |  |                  |                  |                  |                  |                  |                  |                |                | ルーム・セルジューク朝 | ルーム・セルジューク朝 | ルーム・セルジューク朝 | ルーム・セルジューク朝 | ルーム・セルジューク朝 | ルーム・セルジューク朝 |  |  | ケルマーン・セルジューク朝        | ケルマーン・セルジューク朝        | ケルマーン・セルジューク朝        | ケルマーン・セルジューク朝        | ケルマーン・セルジューク朝        | ケルマーン・セルジューク朝        |                |                | マリク・シャー3       | マリク・シャー3       | マリク・シャー3       | マリク・シャー3       | マリク・シャー3       | マリク・シャー3       |  |  | テキシュ       | テキシュ       | テキシュ       | テキシュ       | テキシュ       | テキシュ       |  |  | トゥトゥシュ           | トゥトゥシュ           | トゥトゥシュ           | トゥトゥシュ           | トゥトゥシュ           | トゥトゥシュ           |  |  |                    |                    |                    |                    |                    |                    |  |  |  |  |  |  |  |  |  |  |  |  |  |  |  |  |  |  |  |  |  |  |  |  |  |  |  |  |  |  |  |  |  |  |  |  |
|  |  |                  |                  |                  |                  |                  |                  |                |                |                        |                        |                        |                        |                        |                        |  |  |                                   |                                   |                                   |                                   |                                   |                                   |                |                |                       |                       |                       |                       |                       |                       |  |  |                |                |                |                |                |                |  |  |                        |                        |                        |                        |                        |                        |  |  |                    |                    |                    |                    |                    |                    |  |  |  |  |  |  |  |  |  |  |  |  |  |  |  |  |  |  |  |  |  |  |  |  |  |  |  |  |  |  |  |  |  |  |  |  |
|  |  |                  |                  |                  |                  |                  |                  |                |                | バルキヤールク5        | バルキヤールク5        | バルキヤールク5        | バルキヤールク5        | バルキヤールク5        | バルキヤールク5        |  |  | ムハンマド・タパル7               | ムハンマド・タパル7               | ムハンマド・タパル7               | ムハンマド・タパル7               | ムハンマド・タパル7               | ムハンマド・タパル7               |                |                | アフマド・サンジャル8 | アフマド・サンジャル8 | アフマド・サンジャル8 | アフマド・サンジャル8 | アフマド・サンジャル8 | アフマド・サンジャル8 |  |  | マフムード1世4 | マフムード1世4 | マフムード1世4 | マフムード1世4 | マフムード1世4 | マフムード1世4 |  |  | シリア・セルジューク朝 | シリア・セルジューク朝 | シリア・セルジューク朝 | シリア・セルジューク朝 | シリア・セルジューク朝 | シリア・セルジューク朝 |  |  |                    |                    |                    |                    |                    |                    |  |  |  |  |  |  |  |  |  |  |  |  |  |  |  |  |  |  |  |  |  |  |  |  |  |  |  |  |  |  |  |  |  |  |  |  |
|  |  |                  |                  |                  |                  |                  |                  |                |                | バルキヤールク5        | バルキヤールク5        | バルキヤールク5        | バルキヤールク5        | バルキヤールク5        | バルキヤールク5        |  |  | ムハンマド・タパル7               | ムハンマド・タパル7               | ムハンマド・タパル7               | ムハンマド・タパル7               | ムハンマド・タパル7               | ムハンマド・タパル7               |                |                | アフマド・サンジャル8 | アフマド・サンジャル8 | アフマド・サンジャル8 | アフマド・サンジャル8 | アフマド・サンジャル8 | アフマド・サンジャル8 |  |  | マフムード1世4 | マフムード1世4 | マフムード1世4 | マフムード1世4 | マフムード1世4 | マフムード1世4 |  |  | シリア・セルジューク朝 | シリア・セルジューク朝 | シリア・セルジューク朝 | シリア・セルジューク朝 | シリア・セルジューク朝 | シリア・セルジューク朝 |  |  |                    |                    |                    |                    |                    |                    |  |  |  |  |  |  |  |  |  |  |  |  |  |  |  |  |  |  |  |  |  |  |  |  |  |  |  |  |  |  |  |  |  |  |  |  |
|  |  |                  |                  |                  |                  |                  |                  |                |                | マリク・シャー2世6     | マリク・シャー2世6     | マリク・シャー2世6     | マリク・シャー2世6     | マリク・シャー2世6     | マリク・シャー2世6     |  |  | イラク・セルジューク朝            | イラク・セルジューク朝            | イラク・セルジューク朝            | イラク・セルジューク朝            | イラク・セルジューク朝            | イラク・セルジューク朝            |                |                |                       |                       |                       |                       |                       |                       |  |  |                |                |                |                |                |                |  |  |                        |                        |                        |                        |                        |                        |  |  |                    |                    |                    |                    |                    |                    |  |  |  |  |  |  |  |  |  |  |  |  |  |  |  |  |  |  |  |  |  |  |  |  |  |  |  |  |  |  |  |  |  |  |  |  |